# Capnodium citri
Capnodium citri är en svampart som beskrevs av Berk. & Desm. 1849. Capnodium citri ingår i släktet Capnodium och familjen Capnodiaceae.   Inga underarter finns listade i Catalogue of Life.
I den svenska databasen Dyntaxa används istället namnet Capnodium salicinum för samma taxon.  Arten är reproducerande i Sverige.